# Open d'Inde de tennis de table
L’Open d'Inde ITTF est une étape du Pro-tour de tennis de table. Il est organisé par la fédération internationale de tennis de table.
L'édition 2009 s'est déroulée du 12 au 15 mars 2009 à Indore. Yu Meng Yu âgée seulement de 19 ans remporte l'épreuve en simple féminin.
L'édition 2010 se déroule du 16 au 20 juin à New Delhi, et a vu la victoire surprise de l'allemand Dimitrij Ovtcharov.
Lors de l'édition 2017, l'allemand Dimitrij Ovtcharov s'impose en finale face au jeune japonais Tomokazu Harimoto, grande surprise de cet Open d'Inde.
Le World Tour est arrêté fin 2020 et est remplacé par les épreuves de la WTT marquant la fin des "tournois open" de l'ITTF.

## Palmarès

### Open d'Inde ITTF
| année          | simple messieurs   | double messieurs                | simple dames  | double dames                  | U21 messieurs    | U21 dames   |
| -------------- | ------------------ | ------------------------------- | ------------- | ----------------------------- | ---------------- | ----------- |
| 2007 New Delhi | Gao Ning           | Gao Ning/Yang Zi (en)           | Sun Beibei    | Sun Beibei/Yu Meng Yu         | Ma Liang         | Ma Minglu   |
| 2009 Indore    | Ma Liang           | Gao Ning/Yang Zi (en)           | Yu Meng Yu    | Beh Lee Wei/Ng Sock Khim      | Ma Liang         | Ankita Das  |
| 2010 New Delhi | Dimitrij Ovtcharov | Lee Sang-su / Seo Hyun-deok     | Sayaka Hirano | Cheng I-Ching/Huang Yi-Hua    | Kenji Matsudaira | Yu Meng Yu  |
| 2017 New Delhi | Dimitrij Ovtcharov | Masataka Morizono / Yuya Oshima | Sakura Mori   | Matilda Ekholm/ Georgina Pota | Asuka Sakai      | Sakura Mori |

### Série WTT
| Année & Lieu | Tournoi                         | Simple messieurs | Double messieurs          | Simple dames  | Double dames                | Double mixte              |
| ------------ | ------------------------------- | ---------------- | ------------------------- | ------------- | --------------------------- | ------------------------- |
| 2023 Mapusa  | WTT Star Contender Goa (de)     | Liang Jingkun    | An Jae-hyun Cho Seung-min | Wang Yidi     | Miyu Nagasaki Miwa Harimoto | Jang Woo-jin Jeon Ji-hee  |
| 2024 Mapusa  | WTT Star Contender Goa (de)     | Félix Lebrun     | Lim Jong-hoon An Jae-hyun | Cheng I-ching | Jeon Ji-hee Shin Yu-bin     | Lim Jong-hoon Shin Yu-bin |
| 2025 Madras  | WTT Star Contender Chennai (de) | Oh Jun-sung      | Lim Jong-hoon An Jae-hyun | Miwa Harimoto | Miwa Harimoto Miyuu Kihara  | Lim Jong-hoon Shin Yu-bin |